# Jai Ho
«Jai Ho» es una canción de A.R. Rahman (con letra escrita por Gulzar) de la película Slumdog Millionaire. Ganó el Óscar a la mejor canción original. Los cantantes son Mahalakshmi Iyer, Tanvi Shah, Vijay Prakash y Sukhwinder Singh. El Congreso Nacional Indio hizo buen uso de la canción como tema durante los elecciones generales en India de 2009. 
Una versión en inglés de las Pussycat Dolls, «Jai Ho! (You Are My Destiny)», fue publicada en 2009, esta versión en inglés está presente en Just Dance 2, Just Dance Now y Just Dance Unlimited.

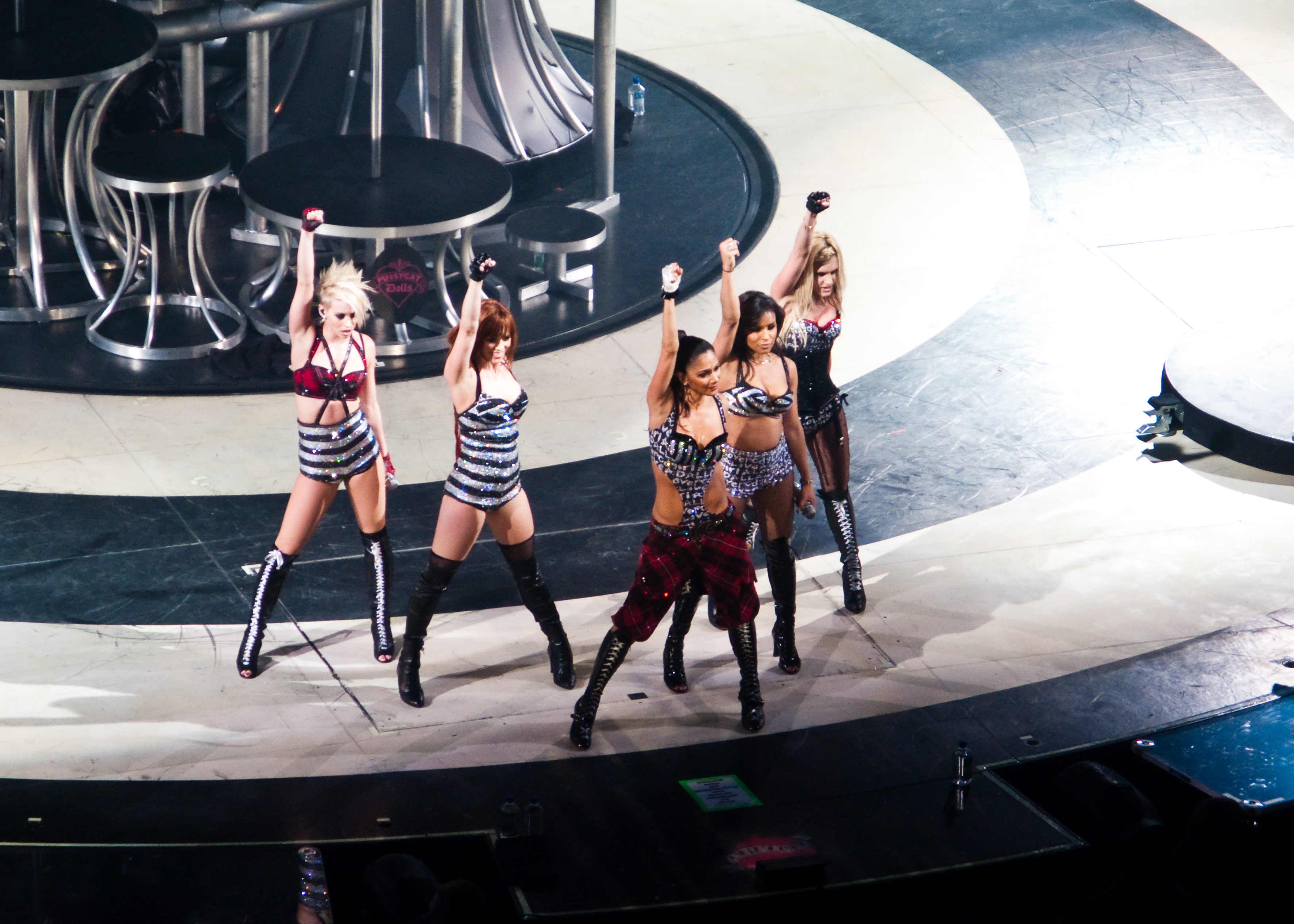
Las Pussycat Dolls cantan «Jai Ho! (You Are My Destiny)» en The Circus Tour.

### Listas
| Lista (2008-2009)                  | Mejor Posición |
| ---------------------------------- | -------------- |
| Brasil Top 20                      | 1              |
| Australian Singles Chart           | 14             |
| Austrian Singles Chart             | 14             |
| Belgium Singles Chart              | 23             |
| Canadian Hot 100                   | 17             |
| Denmark Singles Chart              | 30             |
| Dutch Top 40                       | 7              |
| French Singles Chart               | 16             |
| German Singles Chart               | 11             |
| Irish Singles Chart                | 13             |
| Italian Singles Chart              | 61             |
| Chilean Top 100 Singles            | 18             |
| New Zeland Singles Chart           | 6              |
| Swedish Singles Chart              | 10             |
| Swiss Singles Chart                | 13             |
| UK Singles Chart                   | 15             |
| US Billboard Hot 100               | 7              |
| US Billboard Hot R&B/Hip-Hop Songs | 20             |
| US Billboard Pop Songs             | 3              |
| US Billboard Radio Songs           | 4              |
| US Billboard Digital Songs         | 9              |
| US Billboard Latin Pop Songs       | 24             |
| US Billboard Adult Pop Songs       | 32             |
| Denmark Singles Chart              | 30             |
| (Polish Dance Chart)               | 10             |

## Versión de Pussycat Dolls
'¡Jai Ho! (Eres mi destino)  '- remix canciones de la película' 'Slumdog. Street Millionaire  grabado por  girlsband The Pussycat Dolls y A.R. Rahman y con el texto en inglés. La canción fue oficialmente en vivo el 11 de marzo 2009 en The Today Show. También estuvo en el segundo álbum de las chicas "Doll Domination" (2008).

## Listas y certificaciones

### Listas
| Lista (2009)                      | Mejor Posición |
| --------------------------------- | -------------- |
| Australian Singles Chart          | 4              |
| Belgium Singles Chart             | 9              |
| Canadian Hot 100                  | 7              |
| Greek Singles Chart               | 5              |
| Dutch Top 40                      | 5              |
| French Singles Chart              | 33             |
| German Singles Chart              | 6              |
| Hungarian Singles Chart           | 10             |
| Irish Singles Chart               | 4              |
| Italian Singles Chart             | 6              |
| New Zeland Singles Chart          | 12             |
| Portugal Top 40                   | 11             |
| Swedish Singles Chart             | 31             |
| Swiss Singles Chart               | 14             |
| UK Singles Chart                  | 5              |
| US Billboard Hot 100              | 5              |
| US Billboard Hot Dance Club Songs | 1              |
| US Billboard Pop Songs            | 10             |
| US Billboard Digital Songs        | 9              |
| US Billboard Radio Songs          | 54             |
| US Billboard Adult Pop Songs      | 33             |
| Finnish Singles Chart             | 3              |
| Denmark Singles Chart             | 33             |
| Austrain Singles Chart            | 31             |
| Russian Singles Chart             | 58             |
| European Hot 100 Singles          | 16             |
| (Radio Zet)                       | 1              |

### Anuales
| 2009                            |    |
| US Billboard Digital Songs      | 45 |
| US Billboard Hot Digital Tracks | 30 |
| Dutch Top 40                    | 55 |
| US Billboard Pop Songs          | 70 |
| US Billboard Pop Airplay        | 72 |
| European Hot 100 Singles        | 77 |
| Australian Singles Chart        | 44 |
| Australia Digital Songs         | 27 |
| UK Singles Chart                | 32 |
| Belgium Singles Chart           | 20 |
| German Singles Chart            | 30 |